# Alois Hyčka
Alois Hyčka (* 22. července 1990, Cheb, Československo) je český fotbalový obránce, momentálně působící v českém týmu FK Teplice.

## Klubové statistiky
Aktuální k datu : 28. červen 2012
| Sezóna  | Klub              | Země  | Soutěž  | Zápasy | Góly |
| ------- | ----------------- | ----- | ------- | ------ | ---- |
| 2009/10 | FK Ústí nad Labem | Česko | 2. liga | 25     | 0    |
| 2010/11 | FK Ústí nad Labem | Česko | 1. liga | 16     | 0    |
| 2011/12 | FK Ústí nad Labem | Česko | 2. liga | 8      | 0    |
|         | Celkem            |       |         | 49     | 0    |